# Rio della Pietà

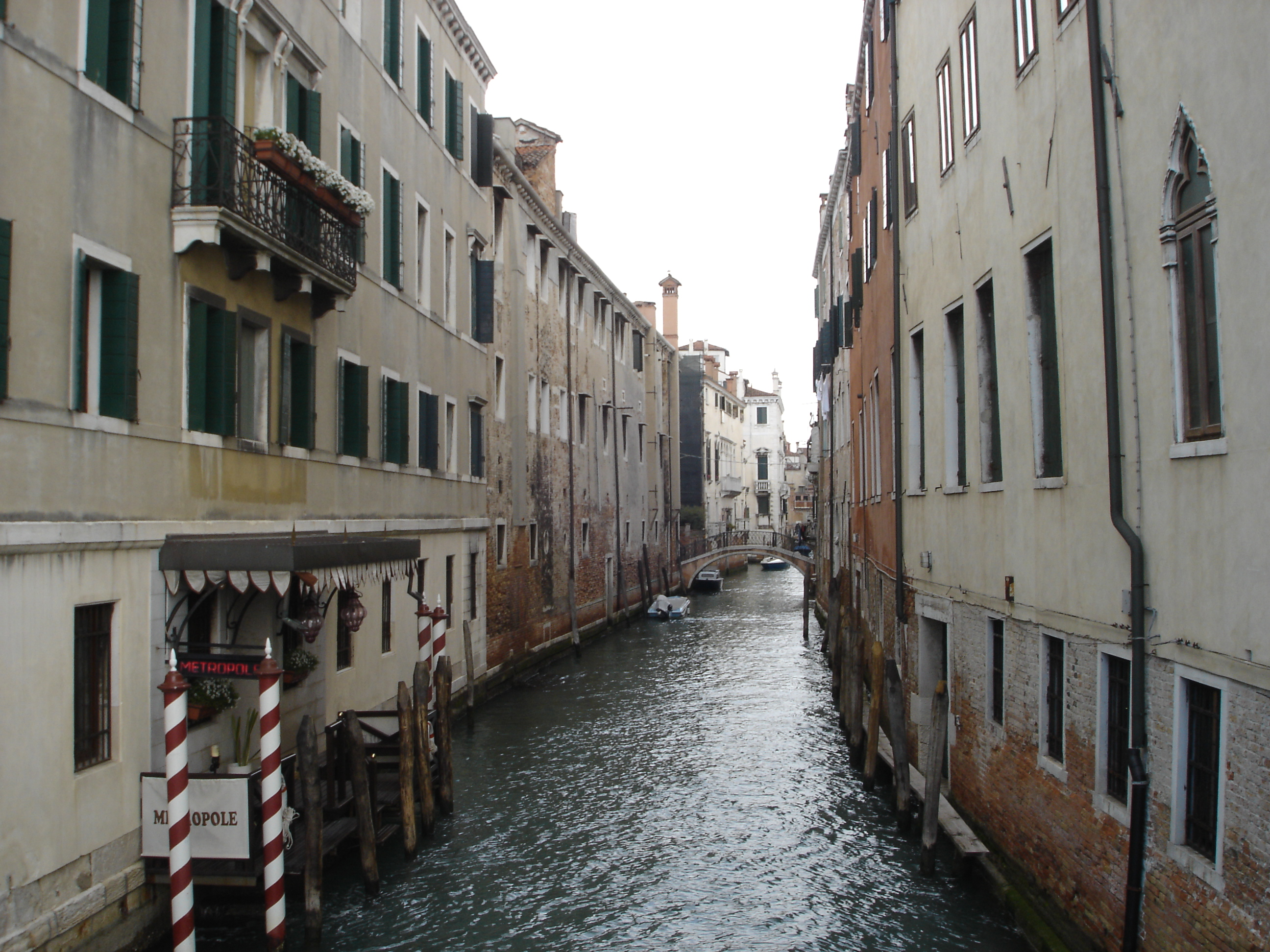
Canalul către nord cu Ponte dei Becchi pe fundal

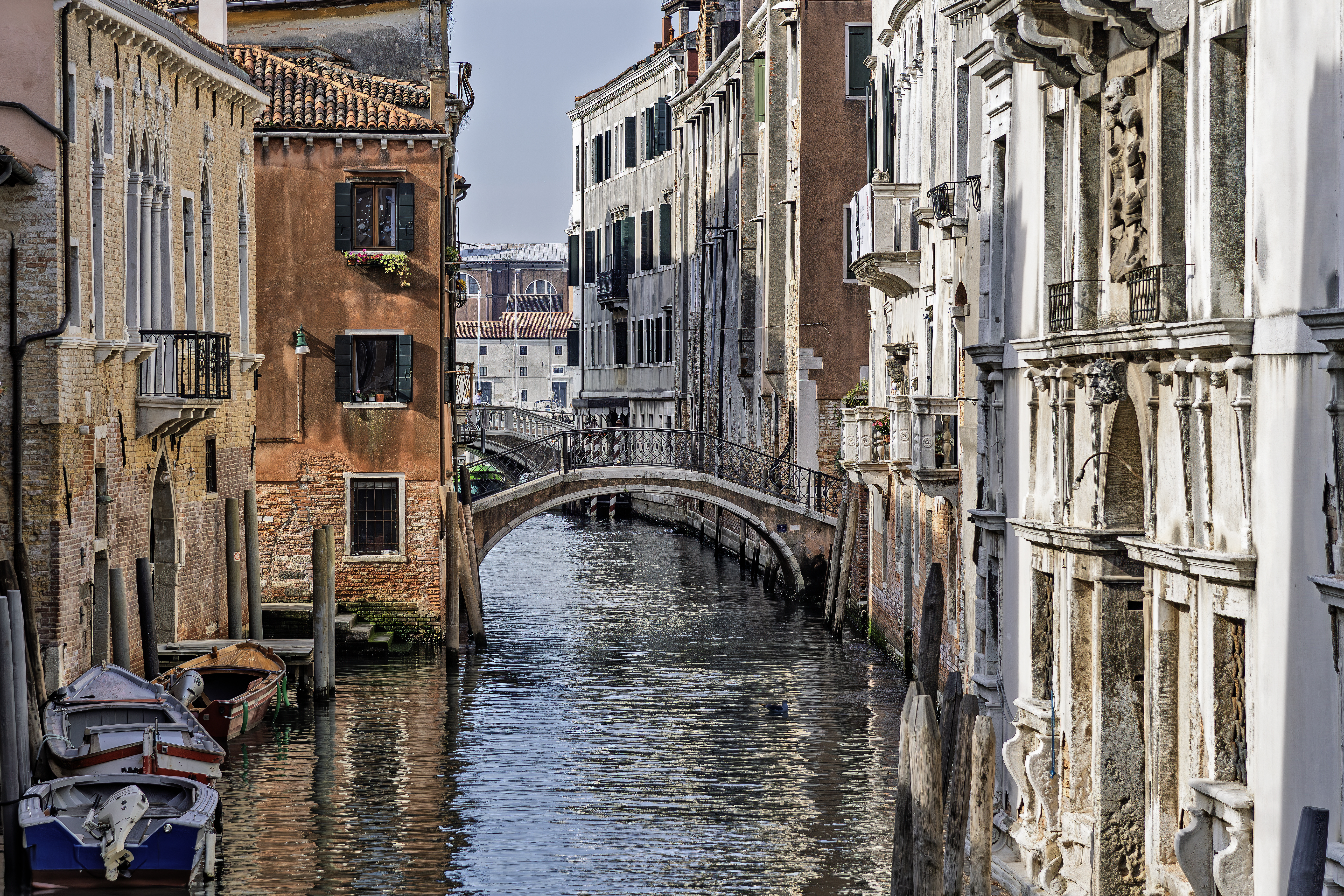
Canalul către sud cu Ponte dei Becchi şi Ponte del Sepolcro pe fundal

Rio della Pietà (în venețiană de la P.; Canalul milei) este un canal din Veneția în sestiere Castello. 

## Origine
Acest canal este numit după biserica Santa Maria della Pietà, aflată în apropiere.

## Descriere
Rio della Pietà are o lungime de aproximativ 210 metri. El prelungește rio di Sant'Antonin de la podul omonim către sud pentru a se vărsa în Bazinul San Marco.

## Localizare
- Acest canal se varsă în Bazinul San Marco între 'Hotelul Metropole și palatul Navagero.
- Pe malul acestui canal se află biserica Sant'Antonin.

## Poduri
Canalul este traversat de trei poduri:
- la sud, Ponte del Sepolcro (anterior ponte de la Pietà sau di Ca Navagero) pe Riva degli Schiavoni, anterior dig pentru bărci încărcate cu nisip. În secolul al XV-lea a existat aici un refugiu pentru pelerinii de la Sfântul Mormânt, extins apoi ca biserica și mănăstirea Santo Sepolcro.
- în centru, Ponte drio la Pietà (sau dei Becchi, după caprele care erau debarcate aici pentru a fi duse la piață), care conectează Campiello drio și calle omonimă.
- la nord, Ponte Sant'Antonin marchează limita cu rio de Sant'Antonin și conectează salizada omonimă cu Salizada dei Greci.